# Hans Broge

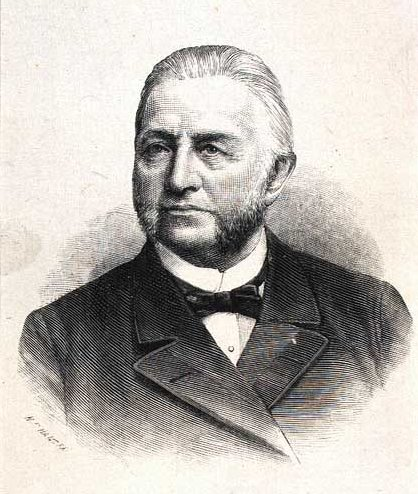
Hans Broge

Hans Broge (* 1822 in Grenå; † 1908 in Aarhus) war ein dänischer Unternehmer, Gründer von Schifffahrtslinien sowie Freund und Förderer der Stadt Aarhus.

## Unternehmerische Tätigkeiten
Geboren in als Kind armer Eltern, der Vater war Seemann, kam er im Jahre 1837 in die Kaufmannslehre bei einem Kaufmann in der Meulengracht in Aarhus. 10 Jahre später, 1847, machte Hans Broge sich selbstständig in der Mindegade 8, Aarhus. Schon frühzeitig stellte sich sein Geschick fürs Geschäft heraus und der Handel blühte. Darüber hinaus besaß er bald 3 landwirtschaftliche Betriebe, 2 Ziegeleien und führte große Exporte durch, speziell dänische Butter, nach England. er war auch ein großer Förderer der Stadt Aarhus.
In der Mitte des 19. Jahrhunderts hatte Aarhus noch lange nicht den Status, den es heute genießt. Odense, Aalborg und Helsingør waren weitaus größer und die Provinzstadt Aarhus hatte nur 6.000 Einwohner. Aarhus hat es hauptsächlich Hans Broge zu verdanken, dass es heute zweitgrößte Stadt Dänemarks ist. Durch seine vorwärtsstrebenden Ideen wurde ein Fundament für Handel und Industrie gelegt, welches Aarhus aufblühen ließ. So war Broge für die Zugverbindung nach Aarhus mitverantwortlich, genauso wie für die Verbindung in seine Heimatstadt Grenå. Die Dampfschiffaktiengesellschaft Aarhus im Jahre 1865 war auch durch seine Initiative entstanden. Die Aktionäre erwarben ein Dampfschiff, das später auf der Route Aarhus-Kopenhagen verkehrte. Dadurch wurde Jütland zu einem wichtigen Knotenpunkt für Handel und Geschäfte.

## Förderer von Aarhus
Hans Broge finanzierte auch verschiedene Projekte der Stadt. Die Clemensbrücke, die den Hafen und den Bahnhof verbindet, wurde durch seine finanzielle Unterstützung gebaut. Aber auch das neue Theater von Aarhus genoss seine Unterstützung. Bald gab es nicht ein Bauprojekt in Aarhus, wo Hans Broge nicht mitgewirkt hatte. Sein Einsatz wurde durch das Ritterkreuz, den Danebrogorden und das Komturkreuz gewürdigt. Die Jütländer verliehen ihm den Beinamen „Der ungekrönte König von Jütland“.